# ضريح دارا الأول
ضريح دارا الأول هی مدفن لدارا الأول الذی يسميه الفرس بداريوس الأول أو داريوس الكبير وهی مقبرة حجرية منحوتة على الصخر بشکل الصليب الفارسي. مقبرة دارا الأول تقع فی الموقع الأثري الإيراني المسمی بنقش رستم في واد يبعد حوالي 12 كم شمال غرب مدينة تخت جمشيد الأثرية بالقرب من إصطخر وشيراز في محافظة فارس بإيران.

## أعلام
- دارا الأول